# Dobré ráno
Dobré ráno je televizní pořad České televize, vysílaný od 5. října 1998.
Dobré ráno bylo od 5. října 1998 dříve vysíláno z pražského studia České televize na místo pořadu Studio 6 od 5.59 do 8.30 hodin na ČT1, od 3. května 2005 se začalo vysílat také na ČT24 od 5.59 do 8.30 hodin, poté od 2. ledna 2006 byl na ČT24 prodloužen vysílací čas od 5.59 do 9.05 hodin; prvého září 2008 bylo Dobré ráno z Prahy nahrazeno na ČT1 a ČT24 pořadem Studio 6 a na ČT2 bylo vysíláno dobré ráno z Brna či z Ostravy. Od ledna 2004 se začalo Dobré ráno vysílat také z Brna a Ostravy. Od ledna 2004 do prosince 2004 se pražské Dobré ráno sřídalo v ranním vysílání s brněnským a ostravským. Od 3. ledna 2005 do 29. srpna 2008 bylo Dobré ráno z Prahy vysíláno pouze na území Čech, od 10. ledna 2005 do 22. srpna 2008 brněnské na území Moravy a Slezska a od 3. ledna 2005 do 29. srpna 2008 ostravské na území Moravy a Slezska od 5.59 do 8.30 hod na ČT1. Od 3. ledna 2005 do 29. srpna 2008 bylo Dobré ráno z Brna nebo z Ostravy z daného dne po celé republice reprízovano v 9.00 do 11.30 hodin na ČT2. Dobré ráno vysílá každý všední den živě ČT2 od 5.59 do 8.30 hod. Dne 30. listopadu 2020 začal být pořad vysílán souběžně také na ČT3, kde byl od 8.30 do 9.00 doplněn blokem Dobré ráno plus. V každém dílu pořadu se objevuje několik hostů, někdy také hudební kapely, které živě ve studiu hrají svou nejnovější skladbu.
V letech 2010–2011 vysílala pořad stanice ČT1. Od ledna do června 2012 byl pořad zrušen a pod názvem Živě na Jedničce přesunut z ranního vysílání do odpoledního, ČT1 od té doby v čase Dobrého rána společně s ČT24 vysílá Studio 6; počínaje červencem 2012 slavilo Dobré ráno návrat, tentokrát na ČT2.

## Moderátoři
- TS Brno – moderátoři: Soňa Baranová a Ondřej Blaho; Monika Brindzáková a Aleš Zbořil;[4] počasí: Veronika Boleslavová, Petr Fridrich; zprávy: Monika Staňková Horáková, Michaela Casková
- TS Ostrava – moderátoři: Petra Češková a Petr Hradil;[4] Anna Bangoura a Radek Erben; počasí: Tereza Puffer Chadrabová, Klára Zemanová; zprávy: Pavel Janošec, Lukáš Kania
- Redaktoři: Michaela Casková, Petr Kotrla
- Bývalí moderátoři: Jakub Železný, Václav Vaněček, Luboš Rosí, Martin Sláma, Gabriela Lefenda, Gabriela Juránková, Jan Souček, Jan Musil,  Daniela Révai, Jiří Filip, Lenny Trčková, Hana Šimková, Petr Šiška, Soňa Šuláková, Josef Kvasnička
- Bývalí moderátoři (počasí + zprávy): Vendula Fialová, Tomáš Grorethin, Tomáš Vzorek, Petra Eliášová, Hedvika Dědková, Gabriela Juránková, Petr Zakopal, Hana Baroňová, Jana Dronská, Zdeněk Truhlář, Eva Šimčíková, Zuzana Barilová, Kateřina Kocichová
- TS Praha – bývalí moderátoři: Jaromír Bosák, Václav Vaněček, Jakub Železný, Vendula Krejčová, Aleš Cibulka, Patricie Strouhalová, Barbora Kroužková, Petra Krmelová, František Lutonský, Veronika Paroulková, Jiří Václavek, Daniela Písařovicová, Václav Moravec (8. a 15. února 2008), Nora Fridrichová (8. a 15. února 2008)
- TS Praha – Bývalí moderátoři (počasí): Pavel Karas, Ján Zákopčaník, Taťána Míková, Alena Zárybnická, Michal Žák, Barbora Tobolová, Marie Odstrčilová
- TS Praha – Bývalí moderátoři (zprávy): Richard Samko, Jiří Petrovič, Jitka Sluková, Jan Hrubeš
- TS Praha – Bývalí moderátoři (sport): Tomáš Jílek, Žaneta Peřinová, Kateřina Nekolná, Jiří Rejman, Jan Smetana, Darina Vymětalíková

## Seriál
V roce 2023 uvedla Česká televize v hlavním vysílacím čase osmidílnou komediální sérii Dobré ráno, Brno!, volně inspirovanou pořadem Dobré ráno.